# Lutosa normalis
Lutosa normalis är en insektsart som beskrevs av Andrej Vasiljevitj Gorochov 2001. Lutosa normalis ingår i släktet Lutosa och familjen Anostostomatidae. Inga underarter finns listade i Catalogue of Life.